# Bahnhof Bregenz

Der Bahnhof Bregenz ist der Bahnhof der Vorarlberger Landeshauptstadt Bregenz. Er liegt an der Bahnstrecke Lindau–Bludenz und wird von Fern- und Regionalzügen der Österreichischen Bundesbahnen (ÖBB) und der Westbahn bedient. Zudem fungiert er als wichtige Station der S-Bahn Vorarlberg. Als Bahnhofsteil in den Bahnhof integriert ist die Haltestelle Bregenz Hafen mit direkter Übergangsmöglichkeit zur Bodenseeschifffahrt. Darüber hinaus existiert im Stadtgebiet noch die Haltestelle Riedenburg.

## Geschichte

### Bahnhof von 1872

Straßenseite des ersten Aufnahmegebäudes von 1872

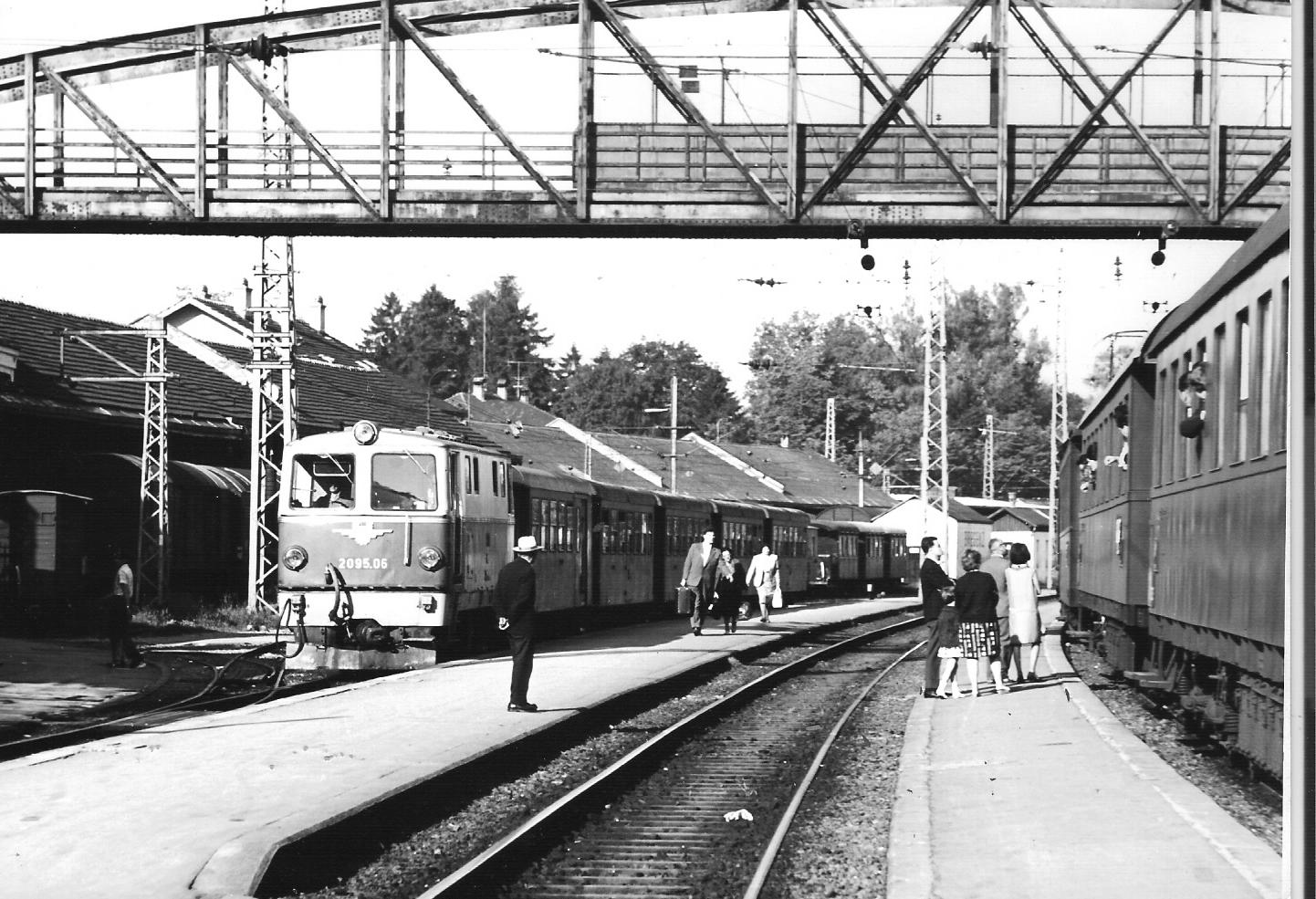
Bahnhofsszene im Jahr 1964, über die Gleise führt damals noch die sogenannte „Gulaschbrücke“. Links ein Zug der Bregenzerwaldbahn.

Der Bahnhof Bregenz wurde am 1. Juli 1872 durch die private Vorarlberger Bahn (VB) eröffnet, als deren Streckenabschnitt Lochau–Bludenz dem Verkehr übergeben wurde. Mit Aufnahme der Trajektdienste nach Konstanz, Friedrichshafen und Romanshorn nach Eröffnung der Arlbergbahn gewann die Station 1884 weiter an Bedeutung. An der Südseite des Hafenbeckens wurden die für den Eisenbahnfährverkehr notwendigen Einrichtungen geschaffen. Ein Doppelgleis, das seine Fortsetzung auf der, durch Gelenke mit der Hafenmauer verbundenen, Trajektbrücke fand, stellte die Verbindung mit den Bahnhofsanlagen her. Am 1. Juni 1890 ging schließlich die Haltestelle Bregenz Hafen in Betrieb, nach dem am gleichen Tag der Personenschiffsverkehr vom Westmolo auf den neuen Personenmolo verlegt wurde. Ab dem 26. Mai 1891 querte schließlich ein eiserner Übergangssteg, ähnlich der späteren „Gulaschbrücke“, die Bahnanlagen, dieser existierte bis 1955.
Mit Eröffnung der schmalspurigen und ursprünglich ebenfalls privat betriebenen Bregenzerwaldbahn wurde Bregenz am 15. September 1902 vom Durchgangsbahnhof zum Abzweigbahnhof erweitert. Die Station fungierte somit bis zur Verstaatlichung der Bregenzerwaldbahn AG am 1. Jänner 1932 als Gemeinschaftsbahnhof. Da die Züge der Bregenzerwaldbahn ansonsten im ehemaligen Bahnhofsteil Vorkloster behandelt wurden, beschränkten sich die schmalspurigen Gleisanlagen in Bregenz auf ein Minimum. Vorhanden waren ein Umsetzgleis sowie ein Gleis zum Güterschuppen und zur Überladerampe. Mit ihrer Hilfe konnten Schmalspurfahrzeuge auf Schmalspurtransportwagen überführt werden.
Der Trajektverkehr endete 1917, seit dem 15. Februar 1927 ist der Bahnhof elektrifiziert. Die nach dem „Anschluss“ Österreichs vorübergehend zuständige Deutsche Reichsbahn (DR) bezeichnete Bregenz ab dem 5. Mai 1941 als Hauptbahnhof, abgrenzend zu den übrigen Betriebsstellen im Stadtgebiet, die damals den Zusatz „Bregenz-“ vorangestellt bekamen. Dies wurde von den Österreichischen Bundesbahnen zum 23. März 1946 revidiert.
In den 1970er Jahren verfiel der Bahnhof. 1980 wurden mehrere Güterwagen bei einem Zugunfall im Bahnhof zerstört. 1985 gab es einen Großbrand, der vom östlichen Trakt des Aufnahmegebäudes nur noch die Außenmauern und Teile des Dachstuhls übrig ließ sowie zur Einsturzgefahr dieses Gebäudeteils führte.

### Umbau 1984–1989

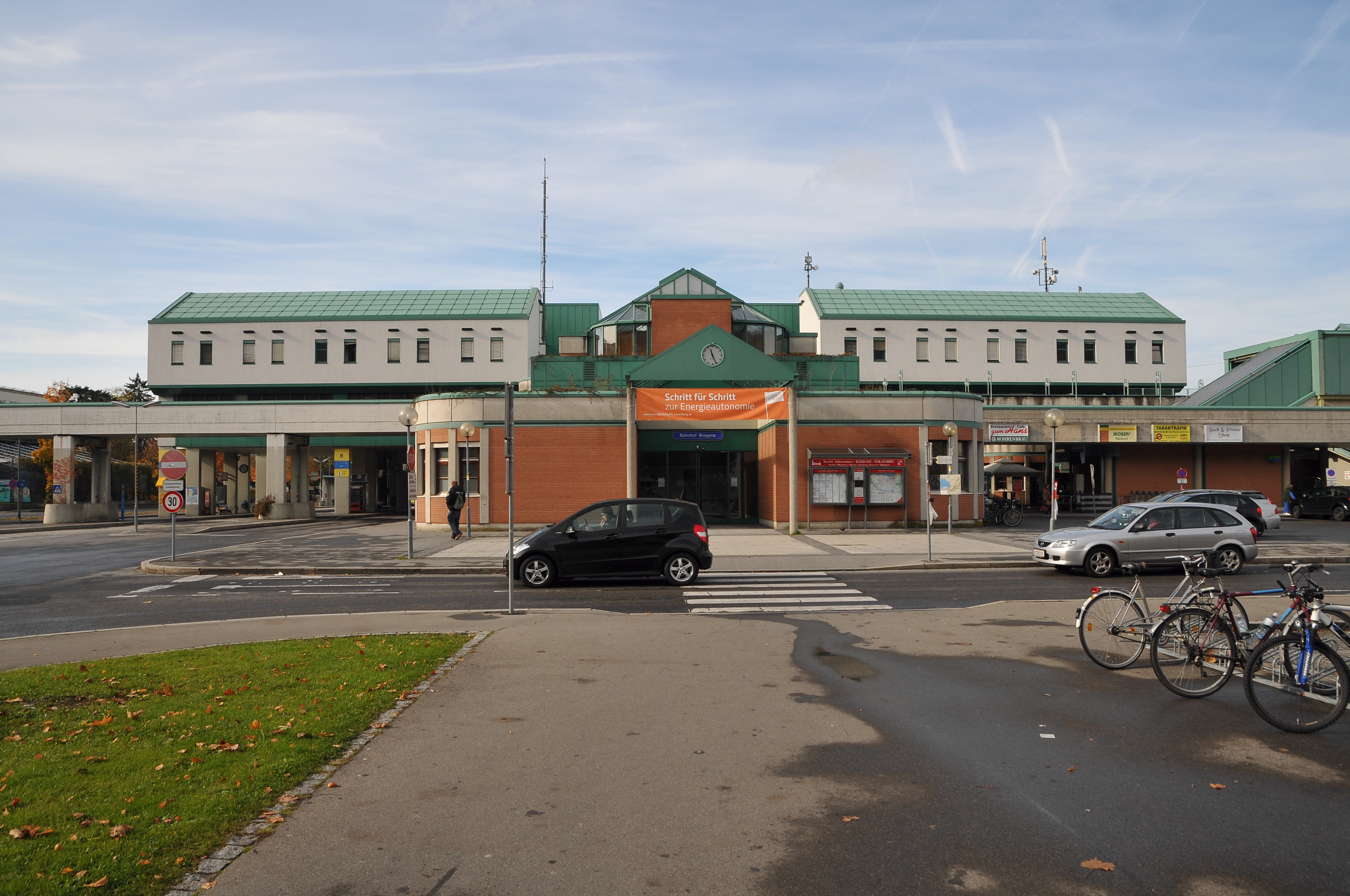
Aufnahmegebäude von 1989 (Blick von Osten)

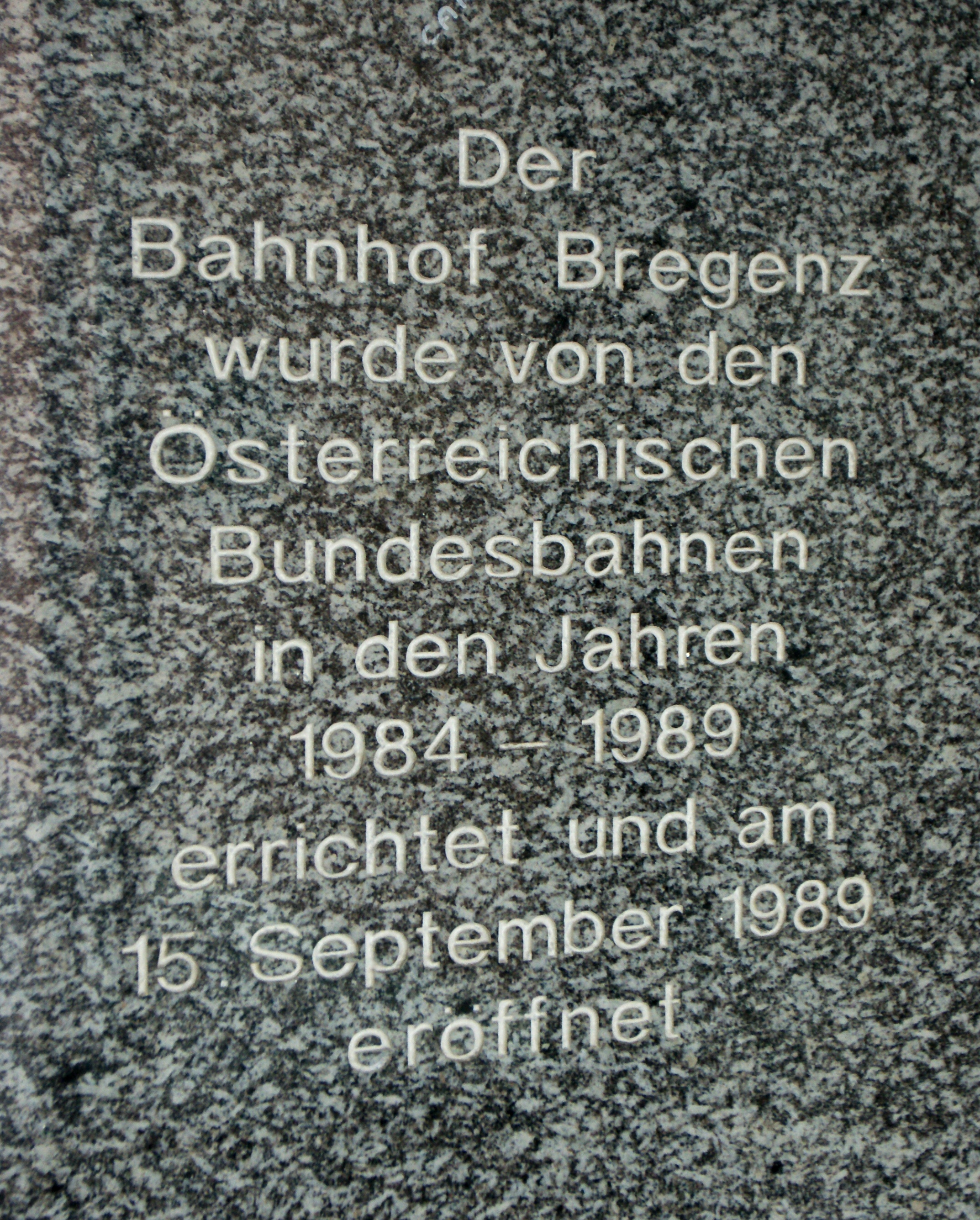
Gedenktafel anlässlich des Umbaus in den Jahren 1984 bis 1989

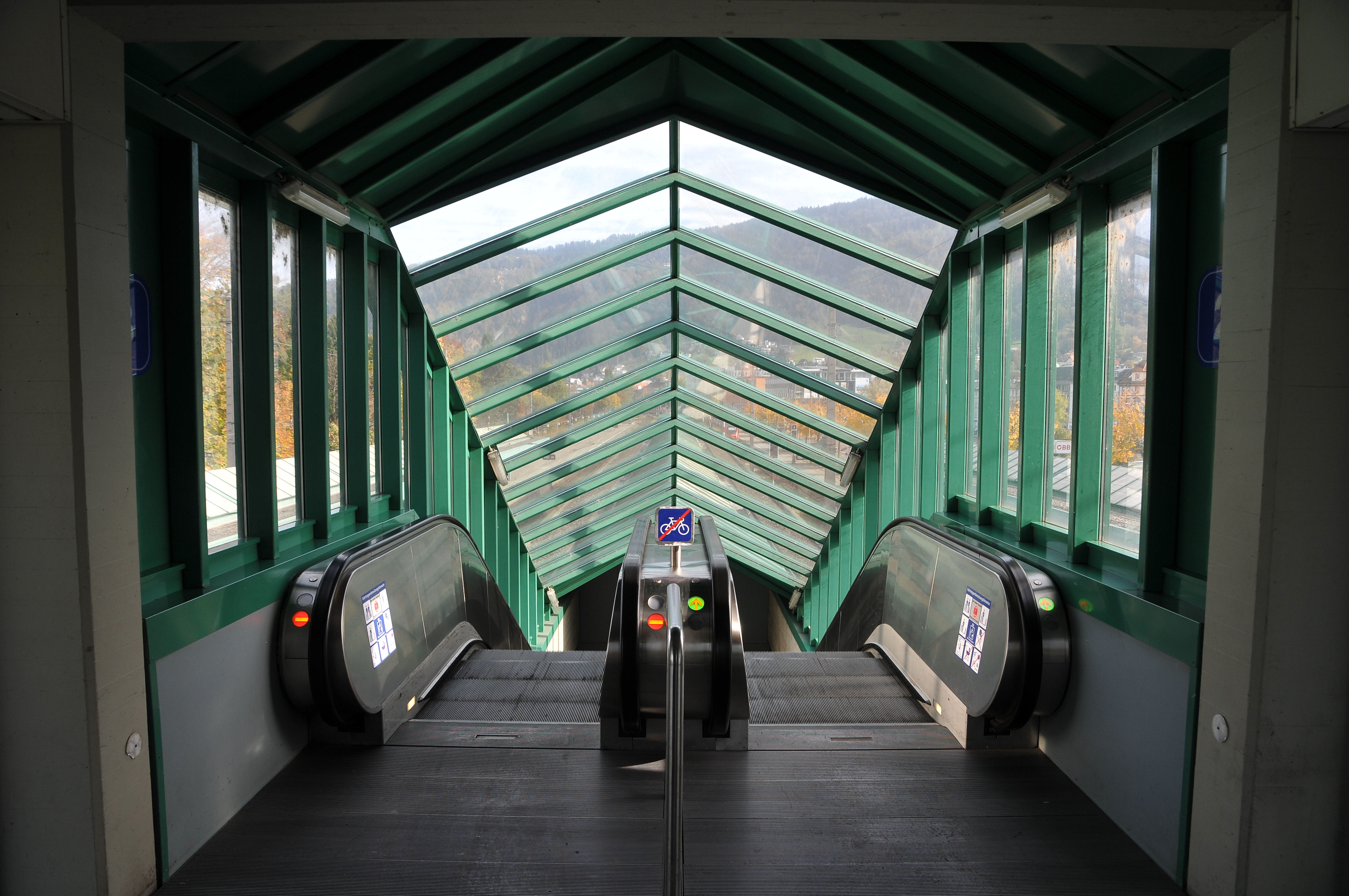
Bahnsteigzugang mit Rolltreppen

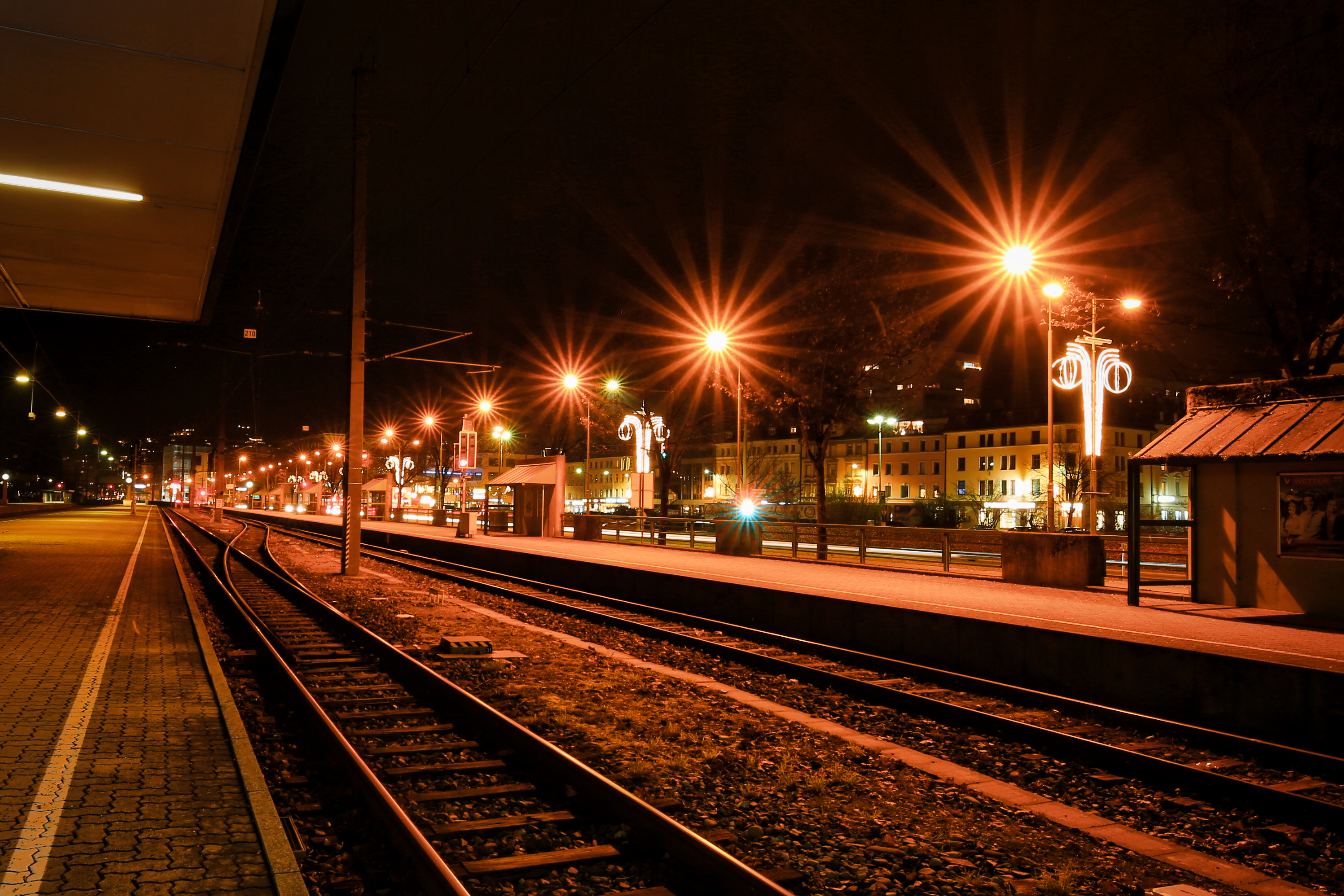
Bregenzer Bahnhof bei Nacht

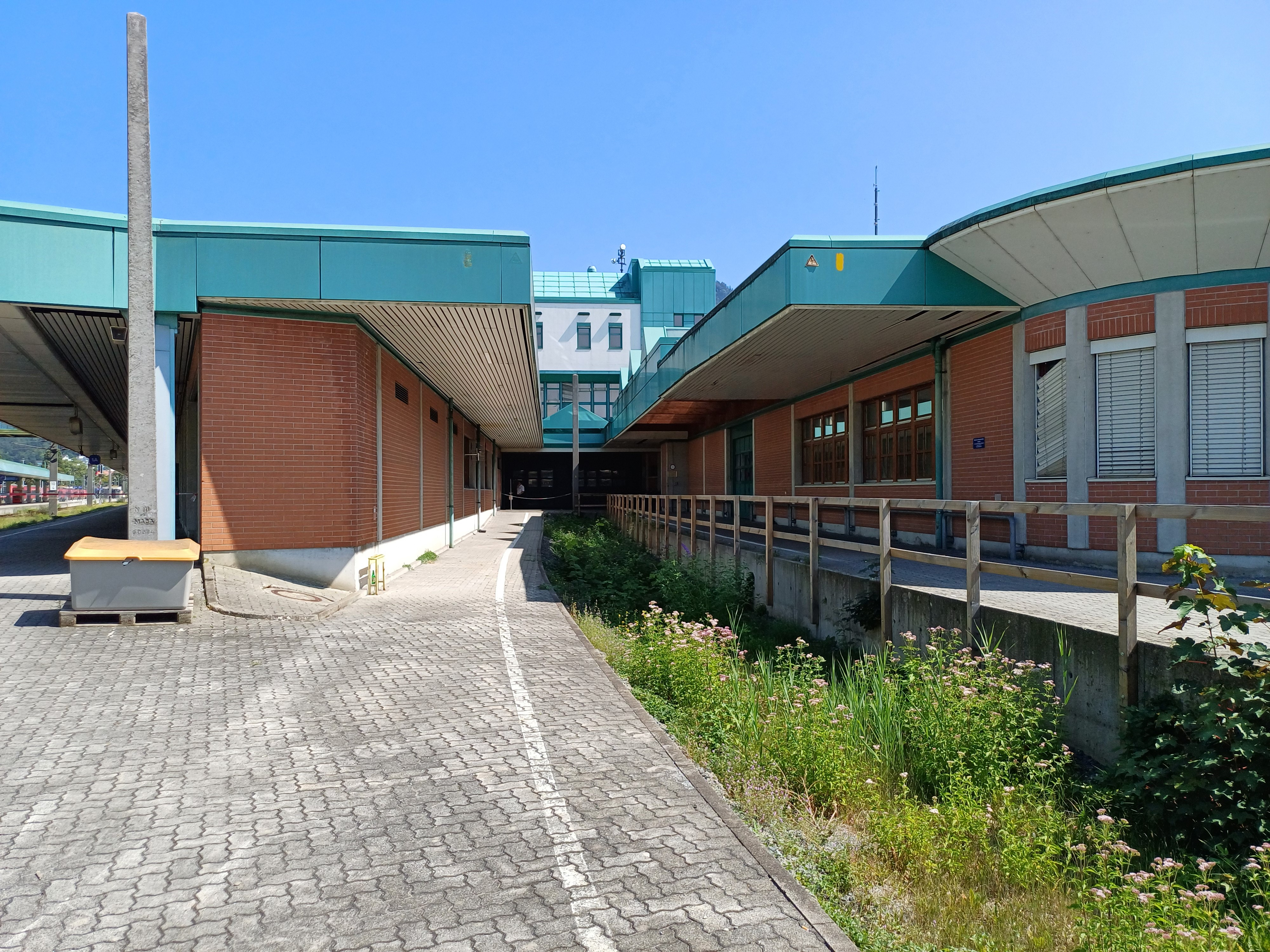
Ehemaliges Stumpfgleis der Bahnpost, 2024

Ab 1984 wurde der Bahnhof Bregenz komplett umgebaut. Hierbei begradigten die ÖBB die Gleisanlage, legten längere und breitere, 55 Zentimeter hohe Bahnsteige mit niveaufreien Zugängen samt Rolltreppen und Aufzügen an und reduzierten die Zahl der Durchgangsgleise von zehn auf fünf. Seither übernimmt der bereits 1982 eröffnete Güterbahnhof im nahen Wolfurt Teile der betrieblichen Aufgaben, darunter neben dem Güterverkehr insbesondere die Abstellung und Pflege von Reisezügen. Somit reduzierte sich die Bahnhofsfläche sowohl auf der Stadtseite als auch auf der Seeseite deutlich. Weil der Pfändertunnel ab 1980 die Vorbeiführung der Rheintalautobahn A 14 an Bregenz erlaubte, verlegte man das Aufnahmegebäude um 292 Meter in Richtung Bludenz, um zu ermöglichen, später auch die Bahnstrecke nach Lindau vom Bodenseeufer entfernen und stattdessen durch den Pfänder führen zu können.
Beim Bahnhofsumbau wurde noch ein Stumpfgleis mit Bahnsteig für die, aufgrund häufiger Unwetterschäden bereits 1983 eingestellte, aber bei Umbaubeginn de jure noch nicht stillgelegte Bregenzerwaldbahn berücksichtigt. Die umfassend renovierte Station ging am 15. September 1989 in Betrieb. Seither dominiert im Bereich des Aufnahmegebäudes, an den Bahnsteigzugängen sowie an den Bahnsteigdächern die Farbe Türkis. Das Stumpfgleis für die Bregenzerwaldbahn wurde letztlich auch in Normalspur ausgeführt und diente bis 2004 der Bahnpost. Im Aufnahmegebäude befindet sich ferner eine Grenzpolizeiinspektion.
Im Zusammenhang mit dem Abbruch des alten Aufnahmegebäudes im Herbst 1989 wurde am 29. Juni 1990 auch die über die Gleise führende, sogenannte „Gulaschbrücke“ abgerissen. Die stählerne Fußgängerbrücke zwischen der Innenstadt und den Seeanlagen wurde letztlich durch die Bahnsteigüberführung auf Höhe des neuen Aufnahmegebäudes sowie die Fußgängerunterführung, die sogenannte „Hypo-Unterführung“, auf Höhe der Montfortstraße ersetzt.
Die Haltestelle Hafen war in jener Zeit vorübergehend außer Betrieb, so beispielsweise im Jahresfahrplan 1990/1991.

### Neubaupläne
Seit vielen Jahren planen die ÖBB, die Stadt Bregenz und das Land Vorarlberg den Neubau des Bregenzer Bahnhofes. Gründe sind unter anderem Schäden am erst 1989 eingeweihten Bahnhofsgebäude sowie eine aus heutiger Sicht übermäßige Ausrichtung des großteils aus Straßen und Parkflächen bestehenden Bahnhofsumfelds auf den Straßenverkehr. Im Zuge der Planung der südwestlich des Bahnhofs zu bebauenden „Seequartiers“ sollte auf dem Standort des jetzigen Bahnhofs ein Hotel entstehen. Nach Pausierung des Projekts „Seequartier“ aufgrund zahlreicher Proteste insbesondere von Vorarlberger Architekten kam der Gestaltungsbeirat des Landes Vorarlberg im Jahr 2019 zusammen, um konkrete Pläne für den Neubau abzusegnen.
Am 12. Juni 2019 wurde von der Stadt Bregenz, den ÖBB und dem Land Vorarlberg gemeinsam der Plan für den Um- bzw. Neubau des Bahnhofs Bregenz präsentiert: Mittels projektierter Baukosten von 77 Millionen Euro sollte der Bahnhof im Wesentlichen neu errichtet werden.
Mit Stand Oktober 2023 gab es auch eine Option, das neue Bahnhofsgebäude auf dem als Großparkplatz genutzten „Seestadtareal“ einige hundert Meter östlich des jetzigen Aufnahmegebäudes zu errichten. Die Eigentümer des Areals wollten dort ursprünglich ein Kaufhaus bauen. Nachdem sie diesen Plan aufgaben, erwogen sie, das Grundstück an die Stadt Bregenz zu verkaufen. In dem Fall hätte der neue Bahnhof auf Höhe des 1989 abgerissenen Aufnahmegebäudes stehen können.
Ein Gremium aus Entscheidungsträgern von ÖBB, Stadt und Land beschloss am 23. Februar 2024 den Neubau des Bahnhofs am jetzigen Standort. Entsprechend der „4a“ genannten Planungsvariante soll die bislang in einem großen Bogen südlich um den Bahnhofsvorplatz herumgeführte Landesstraße 202 nun nahezu geradlinig zwischen den – nach wie vor fünf – Bahnsteigen und einem wesentlich verkleinerten Aufnahmegebäude verlaufen. Der zwischen alter und neuer Straßentrasse liegende Platz ist weiterhin für die Errichtung des Busbahnhofs mit 16 Haltestellen sowie von Wohn- und Gewerbegebäuden vorgesehen. Statt der bisherigen Bahnsteigüberführung ist eine Unterführung zu den Gleisen und zum Festspielgelände geplant.
Mitte 2021 wurden Pläne vorgestellt, eine zwischen Lauterach und Lochau-Hörbranz durchgehend unterirdische und zweigleisige Trasse von etwa 9 km Länge um 1,5 Milliarden Euro zu errichten. Die Unterflurtrasse soll die Durchlassfähigkeit erhöhen, Bahnlärm eliminieren, eine Bebauung der dann freiwerdenden Flächen der jetzigen Gleistrasse ermöglichen und den Zugang zum Bodenseeufer nordöstlich des Bahnhofs Bregenz nicht mehr behindern. Die ÖBB wollen einen preislich vergleichsweise günstigen oberirdischen Ausbau der Bestandsstrecke realisieren. Die Stadt Bregenz sowie die weiteren, davon betroffenen Anliegergemeinden der Strecke bevorzugen hingegen aus städtebaulichen Gründen die wesentlich teurere, eine deutlich längere Bauzeit und eine jahrelange Vollsperrung der Strecke erfordernde sowie technisch anspruchsvollere Unterflurlösung. Auch der Bahnhof Bregenz würde im Falle einer Realisierung des Unterflur-Projektes unterirdisch angelegt werden.
Mit Stand April 2025 hatte das erst gut 35 Jahre alte Aufnahmsgebäude das Ende seiner „technischen Lebensdauer“ erreicht. Zu dieser Zeit begann die Errichtung eines Interimsbaues auf dem Parkplatz zwischen Bahnsteig 1 und dem Haupteingang. Die „Hypo-Unterführung“ wurde im Vorfeld des geplanten Bahnhofsneubaues mit Aufzügen ausgestattet und umgebaut, damit sie als Ersatz für die vom noch stehenden Aufnahmsgebäude ausgehende und ebenfalls abzureißende Bahnsteigüberführung dienen kann. Das Bahnhofsdienstgebäude sollte ursprünglich bereits ab 2016 abgerissen werden, weshalb die ÖBB größere Investitionen in dieses Gebäude seither vermieden und dessen Vernachlässigung und Verfall entsprechend fortschritten. Aus diesen Gründen belegte der Bahnhof Bregenz beim jährlichen Bahnhofstest des VCÖ unter den Bahnhöfen der Landeshauptstädte Österreichs regelmäßig den letzten Platz, so auch in den Jahren 2022, 2023 und 2024.
Die Kosten für den Neubau wurden mit Stand April 2025 mit 100 Millionen Euro angegeben.

## Lage
Der Bahnhof Bregenz, seit Stilllegung der Bregenzerwaldbahn wieder ein Durchgangsbahnhof, liegt nahe dem Stadtzentrum in unmittelbarer Nähe zum Ufer des Bodensees. Das heutige Aufnahmegebäude hat die Anschrift Fritz-Mayer-Platz 1. Die Schiffsanlegestelle liegt ebenfalls in der Nähe, ist jedoch durch die Haltestelle Bregenz Hafen direkt erschlossen. Im Bahnhof selbst befinden sich ein Reisezentrum der ÖBB, ein Kundenbüro des Verkehrsverbundes Vorarlberg sowie diverse Läden für den Reisebedarf und Gastronomie.
Vom unmittelbar vor dem Bahnhof befindlichen Busbahnhof aus verkehren mehrere Linien des Stadtbus Bregenz, des Landbus Unterland und des Landbus Bregenzerwald sowie Fern- und Reisebusse.

## Zugverkehr
Der Bahnhof ist Knotenpunkt der Verkehrsachsen Bregenz – Wien und Zürich – München. Fernverkehrszüge verbinden ihn ein- bis mehrmals täglich unter anderem mit Wien, Salzburg, München, Zürich, Stuttgart und Köln. Von Süden her kommende Regionalzüge werden nach Bregenz Hafen oder Lindau durchgebunden. 
| Zuggattung/Linie | Verlauf | Takt                                                                  |
| ---------------- | --- | --------------------------------------------------------------------- |
| ICE 32           | (Dortmund → Hagen → Wuppertal → Solingen) / (Münster ← Recklinghausen ← Wanne-Eickel ← Gelsenkirchen ← Duisburg ← Düsseldorf) – Köln Messe/Deutz – Siegburg/Bonn – Montabaur – Wiesbaden – Mainz – Mannheim – Heidelberg – Stuttgart – Ulm – Biberach – Ravensburg – Friedrichshafen – Lindau-Reutin – Bregenz – (Riedenburg ←) Dornbirn – (Hohenems ← Rankweil ←) Feldkirch – Bludenz – Langen – St. Anton – Landeck-Zams – Ötztal – Innsbruck | Ein Zugpaar (ICE 118/119) täglich                                     |
| Railjet          | (Flughafen Wien –) Wien – Wien Meidling – St. Pölten – Linz – Salzburg – Wörgl – Jenbach – Innsbruck – Imst-Pitztal – Landeck-Zams – Langen am Arlberg – Bludenz – Feldkirch – Dornbirn – Bregenz (– Frankfurt Hauptbahnhof) | 120 Minuten                                                           |
| ÖBB Nightjet     | Wien – Wien Meidling – St. Pölten – Amstetten – (St. Valentin –) Linz – Wels – Attnang-Puchheim – Vöcklabruck – Salzburg – Innsbruck – Ötztal – Imst-Pitztal – Landeck-Zams – St. Anton am Arlberg – Langen am Arlberg – Bludenz – Feldkirch – Rankweil – Götzis – Hohenems – Dornbirn – Bregenz | Ein Zugpaar täglich                                                   |
| EuroCity         | München – Buchloe – Memmingen – Lindau-Reutin – Bregenz – St. Margrethen – St. Gallen – Winterthur – Zürich Flughafen – Zürich HB | 120 Minuten                                                           |
| Westbahn         | Wien Westbahnhof – Wien Hütteldorf – St. Pölten – Amstetten – Linz – Wels – Attnang-Puchheim – Vöcklabruck – Salzburg – Kufstein – Wörgl – Jenbach – Innsbruck Hauptbahnhof – Innsbruck Westbahnhof – Imst-Pitztal – Landeck-Zams – St. Anton am Arlberg – Bludenz – Frastanz – Feldkirch – Rankweil – Götzis – Altach – Hohenems – Dornbirn – Riedenburg – Bregenz (– Lindau-Reutin – Lindau-Insel)                                            | Zwei Zugpaare täglich                                                 |
| REX 1            | Lindau-Insel – Lindau-Reutin – Lochau-Hörbranz – Bregenz Hafen – Bregenz – Riedenburg – Dornbirn – Hohenems – Götzis – Rankweil – Feldkirch – Frastanz – Nenzing – Bludenz | 30 Minuten (außer bei Überschneidung mit einem Railjet)               |
| S 1 R 1          | (Lindau-Insel – Lindau-Reutin – Lochau-Hörbranz –) Bregenz Hafen – Bregenz – Riedenburg – Lauterach – Wolfurt – Schwarzach – Haselstauden – Dornbirn – Dornbirn-Schoren – Hatlerdorf – Hohenems – Altach – Götzis – Klaus in Vorarlberg – Sulz-Röthis – Rankweil – Feldkirch Amberg – Feldkirch – Frastanz – Schlins-Beschling – Nenzing – Ludesch – Nüziders – Bludenz                                                                         | 30 Minuten (an Wochenendnächten 60 Minuten)                           |
| S 3              | (Lochau-Hörbranz – Bregenz Hafen) – Bregenz – Riedenburg – Lauterach Unterfeld – Hard-Fußach – Lustenau – St. Margrethen | 30 Minuten (abends und an Sonntagen 60 Minuten)                       |
| (S 7 →) REX 7    | Weinfelden – Sulgen – Romanshorn – Rorschach (– St. Margrethen – Bregenz – Lindau-Reutin) | 120 Minuten (auf österreichischer Seite teilweise nur an Wochenenden) |

Stand: Dezember 2024